# Каховские
Каховские или Коховские (пол. Kachowski) — русский и польский дворянский род герба Нечуя, происходящий из Сандомирского воеводства, где их предки владели поместьями в конце XVI века.
- Коховский, Веспасиан (1633—1700) — известный польский поэт и историк.

Иван, Елевеерий и Севастиан Каховские поступили в русское подданство после взятия Смоленска в 1655, и пожалованы в стольники. При штурме Очакова в 1737 году убит Иван Дмитриевич Каховский. В 1797 году в графское достоинство был возведён Михаил Васильевич Каховский (1734—1800). Его племянник Пётр Демьянович (1769—1831) стал известным командиром эпохи наполеоновских войн, генерал-лейтенант. Из этого же рода происходил декабрист, убийца генерала Милорадовича — Пётр Григорьевич Каховский (1797—1826). Сын М. В. Каховского, Александр Михайлович (1768—1827), был руководителем тайного общества "каналий".

## Описание герба
В червлёном щите натурального цвета пень с тремя сучками справа и двумя слева. На пне золотой крест наподобие рукояти меча.
Щит увенчан дворянским коронованным шлемом. Нашлемник: два чёрных орлиных крыла, между ними пень из щита с крестом. Намёт: червлёный с золотом. Щитодержатели: два рыцаря в чёрных доспехах с чёрными перьями на шлеме. Девиз: «НИ РОБОСТИ, НИ ДЕРЗОСТИ» червлёными буквами на золотой ленте. Герб рода Каховских внесён в Часть 18 Общего гербовника дворянских родов Всероссийской империи, стр. 11.

## Известные представители
- Каховский Андрей Иванович - московский дворянин (1671-1677).
- Каховские: Владимир и Дмитрий Филипповичи - стольники (1686-1692)[1].